# Paddy the Next Best Thing
Paddy the Next Best Thing é um filme mudo do gênero comédia produzido no Reino Unido, dirigido por Graham Cutts e lançado em 1923. É considerado filme perdido.